# Chelonoidis vicina
Espèce
Synonymes
- Testudo vicina Günther, 1875
- Geochelone nigra vicina (Günther 1875)
- Testudo microphyes Günther, 1875
- Testudo guentheri Baur, 1889
- Testudo macrophyes Garman, 1917
- Testudo vandenburghi De Sola, 1930

Statut de conservation UICN

ENA2bde : En danger
Statut CITES

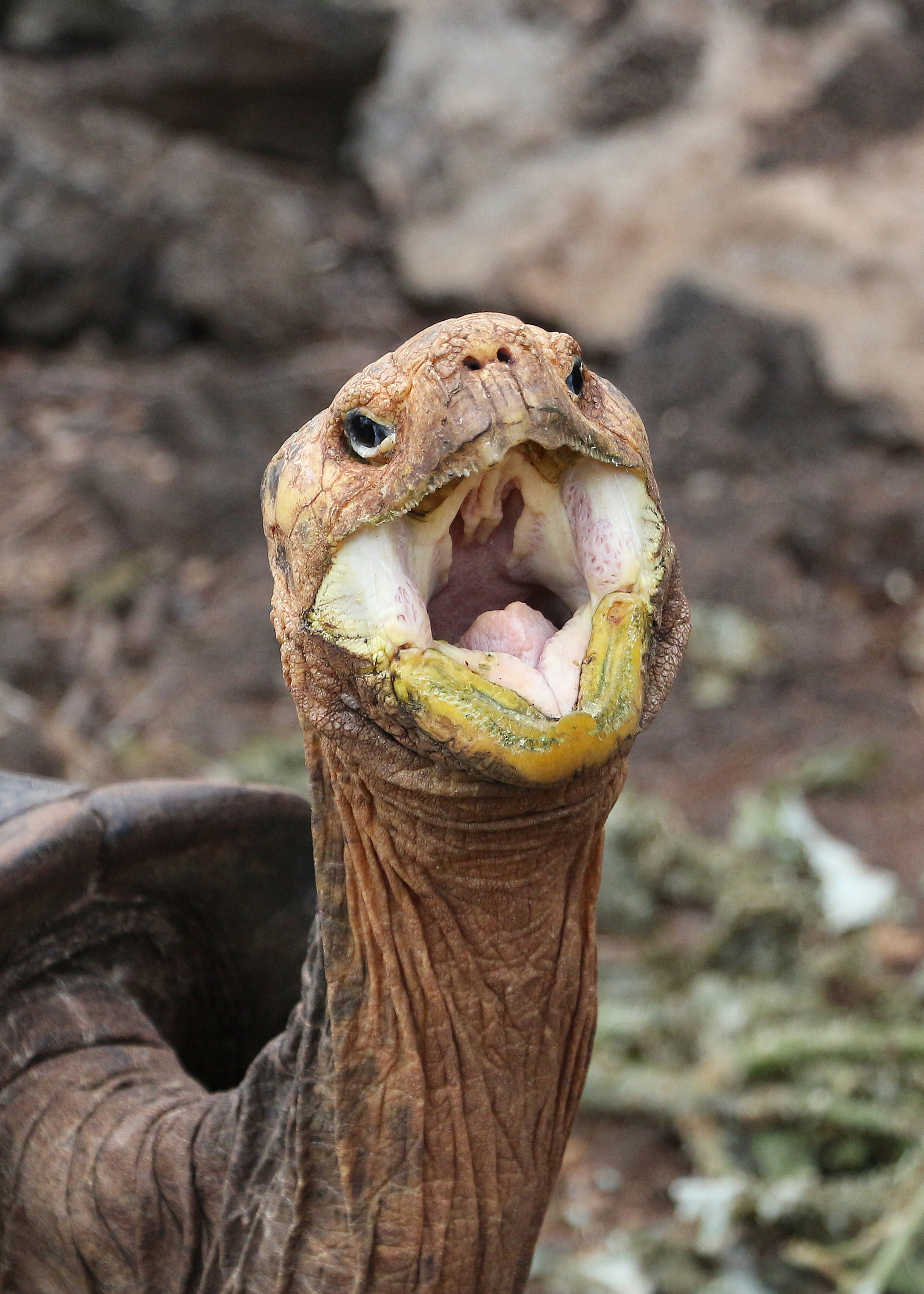
Chelonoidis vicina à la station Charles-Darwin, île de Santa Cruz, Parc national des Galápagos, Équateur

Chelonoidis vicina est une espèce de tortues de la famille des Testudinidae.

## Répartition

Distribution des tortues géantes des Galapagos

Cette espèce est endémique de l'île Isabela aux Galápagos.

## Taxinomie
Elle fait partie du complexe d'espèces des tortues géantes des Galapagos. Elle est parfois considérée comme une sous-espèce de Chelonoidis nigra.

## Publication originale
- Günther, 1875 : Descriptions of the living and extinct races of gigantic land–tortoises. Parts I and II. Introduction, and the tortoises of the Galapagos Islands. Philosophical Transactions of the Royal Society of London, vol. 165, p. 251–284.